# 1018
Năm 1018 là một năm trong lịch Julius.